# Marillet
Marillet är en kommun i departementet Vendée i regionen Pays de la Loire i västra Frankrike. Kommunen ligger i kantonen La Châtaigneraie som tillhör arrondissementet Fontenay-le-Comte. År 2022 hade Marillet 124 invånare.

## Befolkningsutveckling
Antalet invånare i kommunen Marillet
| Referens: INSEE |